# Melaleuca coccinea
Melaleuca coccinea är en myrtenväxtart som beskrevs av Alexander Segger George. Melaleuca coccinea ingår i släktet Melaleuca och familjen myrtenväxter. Inga underarter finns listade i Catalogue of Life.